# Кінологія

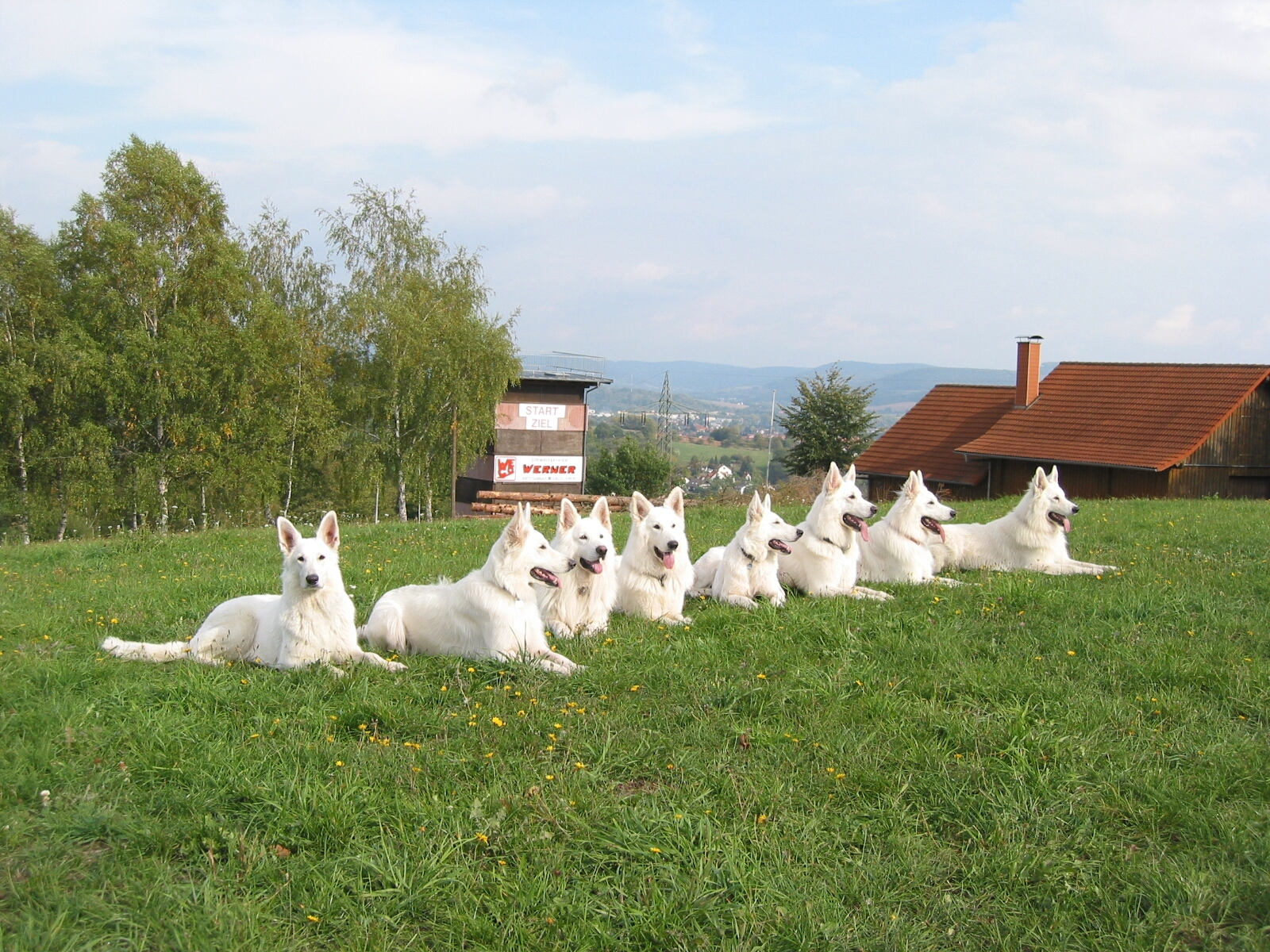

Кіноло́гія (грец. κυν — собака та грец. λογος — слово, наука) або собакозна́вство — наука про собак, виведення їх порід, дресирування та історію походження цих тварин. Кінологія як наука виникла в останній чверті XIX століття, коли розпочалась робота з організації ведення родоводу собак.

## Етимологія терміну та його використання
Слово «кіно/цино» походять від протоіндоєвропейської мови, де словом *k'won- позначалася вівчарка.
В українській мові на позначення дисципліни про собак використовується термін, що має походження з грецької: складання слів грец. κύων, трансліт. кіон,  грец. κυνός, трансліт. кінос (собака) та грец. λογία, трансліт. логія/ льоґія (наука, вчення). Даний термін використовується також у німецькій (kynologie), польській (kynologia), чеській (kynologie), литовській (kinologija), словацькій (kynológia) та ін. мовах.
У французькій мові використовується термін cynologie, англійській — cynology (англ. вимова: [sɪˈnɒlədʒi]), іспанській — cinología. На латинській мові собака — canis і частка cyn- у терміні перекочувала через трансформацію k у с. На сучасному слензі кінологів у англомовних країнах на означення службових собак іноді використовується термін K9, що є скороченням від латинського canine (K+nine).

## Вивчення собак
Наукове вивчення собак проводиться такими науковими дисциплінами, як генетика, біхевіоризм (соціальна психологія) та іншими (наприклад, прикладна ветеринарія). Проте слово кінологія не використовується в цих наукових дисциплінах.
Проте собак також вивчають і ті, хто не має наукової підготовки, наприклад спеціалісти з розведення порід (breeders), різноманітні тренери (в тому числі і поліціянти) і багато інших. В наш час можна знайти на полицях крамниць багато корисної літератури та відеозаписів, яка присвячена вивченню собак, проте навіть в них термін кінологія поки що не здобув широкого поширення.
Той, хто свідомо відносить себе до кінологів може формально вивчати такі речі як виведення нових порід собак, поліпшення старих порід собак, вивчення їх поведінки (етологія) та навчання певному набору команд, а також вивчення історії одомашнення собак та їх різноманітних порід.

## Види дресирування собак
Вітчизняні види служб (спортивні напрями)
- ОКД
- ЗКС
- Караульна служба
- Служба розшуку
- Служба зв'язку
- Пошуково-рятувальна служба

Інші види служб
- Конвойна служба
- Патрульно-постова, патрульно-дозорна служба
- Сторожова служба
- Міно-пошукова служба
- Розвідка
- Рудопошукова та газопошукова служба
- Пошук наркотиків
- Пастухова служба

Соціальні види служб
- Собака-провідник
- Спасіння на водах
- Собаки-пожежники
- Каністерапія (реабілітація людей з обмеженими здатностями)

Спортивні види дресирування
- Аджилиті
- Гонки на собачих упряжках
- Вейтпуллінг (перетаскування важких предметів)
- Фасттрек
- Фристайл (танці з собаками)
- Влайбол
- Фрисбі

Європейські та американські види дресирування
- Шуцгунд (собака для захисту)
- Монд'юринг
- Обідієнс